# Puccinia stachydis
Puccinia stachydis är en svampart som beskrevs av DC. 1805. Puccinia stachydis ingår i släktet Puccinia och familjen Pucciniaceae.   Inga underarter finns listade i Catalogue of Life.